# Hvorslev Sogn
Hvorslev Sogn er et sogn i Favrskov Provsti (Århus Stift).
I 1800-tallet var Gerning Sogn anneks til Hvorslev Sogn. Begge sogne hørte til Houlbjerg Herred i Viborg Amt. Hvorslev-Gerning sognekommune blev ved kommunalreformen i 1970 indlemmet i Hvorslev Kommune, som ved strukturreformen i 2007 indgik i Favrskov Kommune.
I Hvorslev Sogn ligger Hvorslev Kirke.
I sognet findes følgende autoriserede stednavne:
- Aldrup (bebyggelse, ejerlav)
- Hvorslev (bebyggelse, ejerlav)
- Vidstrup (bebyggelse, ejerlav)